# Iguatu (Ceará)
Iguatu es un municipio brasilero del estado del Ceará. Se localiza en el Centro-sur del Ceará. Es uno de los principales centros económicos de la región con una carretera regional (Terminal De transporte Vrigilio Távora), una línea ferroviaria administrada por la CFN Compañía Ferroviaria del Nordeste y el Aeropuerto de Iguatu.

## Política
La administración municipal se localiza en la sede: Iguatu. El municipio es dividido en ocho distritos: Iguatu (sede), Barreiras, Barro Alto, Baú, Gadelha, José de Alencar, Arroyo Vermelho y Suassurana.

## Geografía

### Clima
La precipitación en el municipio es de 805,3 mm anuales con lluvias concentradas de enero a la abril. Con temperaturas que varían, conforme la época del año y lugar, de mínimas de aproximadamente 20 °C hasta máximas de 35 °C. Las medias térmicas giran entre 26 °C y 29 °C.

### Hidrografía y recursos hídricos
Las principales fuentes de agua forman parte de la cuenca del Alto Jaguaribe, siendo ellas los ríos Jaguaribe, Trussu; riachos como el Carnaúba, Antônio y otros tantos. Existen también diversas lagunas, destacándose la del Iguatu(a de mayor acumulación de agua natural del estado) y Baú, Barro Alto, Bastiana, del Saco y de la Telha.
Los principales represas son: del Gobierno(Marcio Ferandes), Orós y Trussu.

### Vegetación
La vegetación predominante es la caatinga arbustiva densa.

## Economía
El municipio ejerce el papel de centro regional de comercio y servicios, ofreciendo apoyo para más de 10 municipios de la región donde se localiza. Su economía se basa en la agricultura: algodón herbáceo y arbóreo, arroz, banana, frijol, maíz; ganadería: bovino, porcino y avícola.